# Amtsgericht Freudenberg

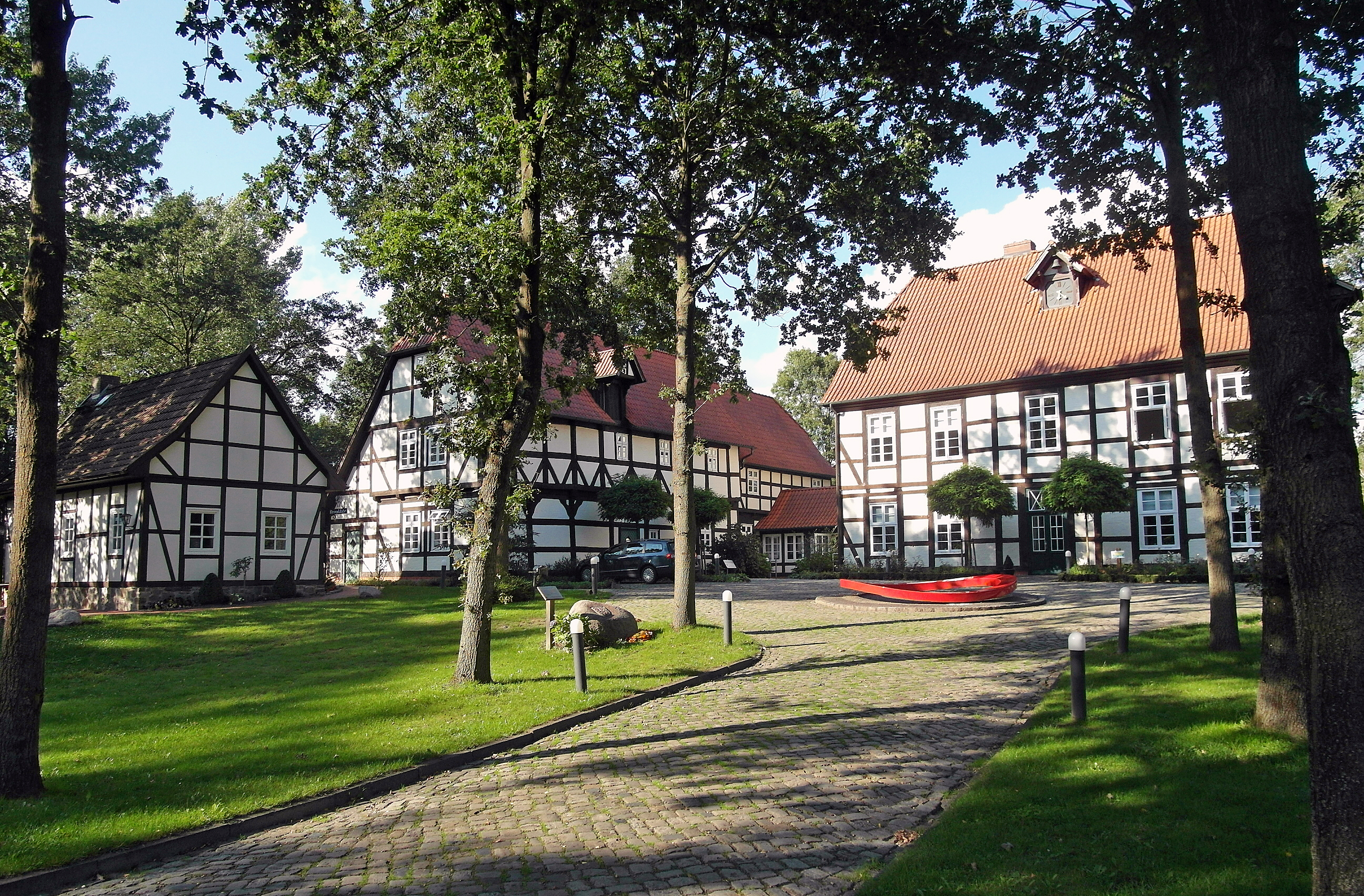
Die Burg Freudenberg, bis 1879 Sitz des Amtsgerichts

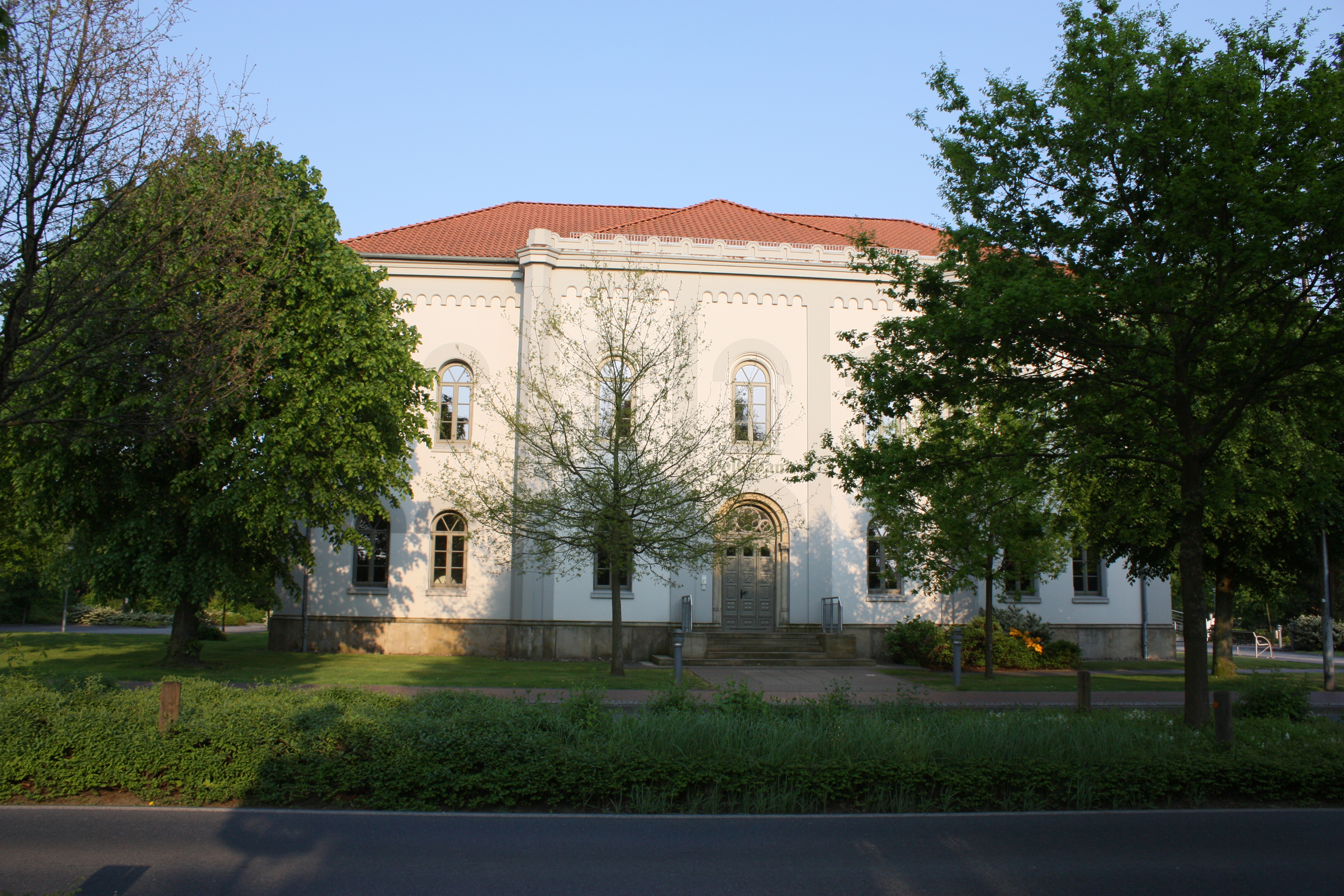
Das Bassumer Amtsgericht hatte ab 1879 hier seinen Sitz; heute Volksbank.

Das Amtsgericht Freudenberg (ab 1879: Amtsgericht Bassum) war ein Gericht der ordentlichen Gerichtsbarkeit auf der Burg Freudenberg in Bassum.
Nach der Revolution von 1848 wurde im Königreich Hannover die Rechtsprechung von der Verwaltung getrennt und die Patrimonialgerichtsbarkeit abgeschafft.
Das Amtsgericht wurde daraufhin mit der Verordnung vom 7. August 1852 die Bildung der Amtsgerichte und unteren Verwaltungsbehörden betreffend als königlich hannoversches Amtsgericht gegründet. 
Es umfasste das Amt Freudenberg.
Das Amtsgericht war dem Obergericht Nienburg untergeordnet.
Im Jahre 1859 wurde das Amtsgericht Ehrenburg und das Amtsgericht Harpstedt aufgehoben und sein Gerichtsbezirk dem des Amtsgerichtes Freudenberg zugeordnet.
Mit der Annexion Hannovers durch Preußen wurde es zu einem preußischen Amtsgericht in der Provinz Hannover. Es wurde 1974 aufgelöst und sein Gerichtsbezirk dem Amtsgericht Syke zugeordnet.
Von 1852 bis 1879 hatte das Amtsgericht in der Burg Freudenberg seinen Sitz, es wurde 1879 nach Bassum verlegt, sie blieb aber bis 1966 Amtswohnung des Amtsrichters.